# Serfaus
Serfaus [sɛr'faːʊs] ist eine Gemeinde mit 1188 Einwohnern (Stand 1. Jänner 2024) in Tirol, Österreich.

## Geographie
Die Gemeinde liegt im Oberen Gericht etwa 500 m oberhalb des Inntales auf einem flachen nach Süden gerichteten Abhang einer Terrasse, der Sonnenterrasse. Diese Talschulter am Fuß der Samnaungruppe teilt sich die Ortschaft mit den Gemeinden Fiss und Ladis.
Über dem Hauptort Serfaus erhebt sich der Grat vom Furgler (3004 m ü. A.) zum Schönjoch (2491 m ü. A.). Talgegenüber liegt der Glockturmkamm mit dem Pfroslkopf (3148 m ü. A.) und talauswärts der Taleingang des Kaunertals und der Kaunergrat mit der Aifnerspitze (2779 m ü. A.), beide Ötztaler Alpen.

### Gemeindegliederung
Die Gemeinde hat nur eine Katastralgemeinde, Ortschaft und einen Zählsprengel Serfaus.
| Katastralgemeinden  | Ortschaften in der Gemeinde                                                                                            |
| ------------------- | --- |
| Serfaus (59,65 km²) | Serfaus (D) Feld (R) Heuberg (ZH) Madatschen (W) Samnaun (ZH) Schönegg (R) St. Zeno (R) Tschupbach (W) Untertösens (R) |
| Legende             | |

| In der Spalte Katastralgemeinden sind sämtliche Katastralgemeinden einer Gemeinde angeführt. In der Klammer ist die jeweilige Fläche in km² angegeben. |
| In der Spalte Ortschaften sind sämtliche von der Statistik Austria erfassten Siedlungen, die auch eine eigene Ortschaftskennziffer aufweisen, angeführt. In der Hierarchieebene derselben Spalte, rechts eingerückt, werden nur Ansiedlungen, die mindestens aus mehreren Häusern bestehen, dargestellt. Die wichtigsten der verwendeten Abkürzungen sind: - M = Hauptort der Gemeinde - Stt = Stadtteil - R = Rotte - W = Weiler - D = Dorf - ZH = Zerstreute Häuser - Sdlg = Siedlung - Hgr = Häusergruppe - E = Einzelgehöft (nur wenn sie eine eigene Ortschaftskennziffer haben) Die komplette Liste der Statistik Austria ist in: Topographische Siedlungskennzeichnung nach STAT Zu beachten ist, dass manche Orte unterschiedliche Schreibweisen haben können. So können sich Katastralgemeinden anders schreiben als gleichnamige Ortschaften bzw. Gemeinden. Quelle: Statistik Austria – Liste für Tirol (PDF) |

### Nachbargemeinden
| Kappl  |                                             | Fiss               |
| See    | Kompassrose, die auf Nachbargemeinden zeigt | Ried im Oberinntal |
| Pfunds | Tösens                                      |                    |

### Dorf Serfaus
Hauptort der Gemeinde ist das Dorf Serfaus. Es liegt taleinwärts oberhalb von Ried an der Südkante der Sonnenterrasse. Die Talschulter bricht rund um den Ort jäh ab, östlich in der Wand Der Tölder zum Inntal, südlich zum Argebach. Dazwischen schiebt sich ein Sporn ins Inntal.
Die Ansiedlung erstreckt sich über etwas mehr als 1½ Kilometer auf Höhen zwischen etwa 1400–1500 m ü. A. (die Dorfkirche liegt auf 1429 m ü. A.), und damit gleich hoch wie der nordöstlich benachbarte Ort Fiss. Der überwiegende Teil der Einwohnerschaft der Gemeinde lebt im Dorf.

## Geschichte
Die ältesten Funde führen in die Bronzezeit zurück. Eine bronzezeitliche Feuerstelle (vor ca. 3200 Jahren) auf dem Komperdell spricht für die Weidenutzung (Rastplatz für Hirten) oder für einen Jagdplatz. Archäologisch genauer untersucht wurde der Zienerbichl im Südwesten der Gemeinde Serfaus. Die Ergebnisse deuten auf eine spätantike und mittelalterliche Nutzung des Hügels hin.
Einige vorrömische Flurnamen erinnern noch an die frühen Siedler, auch keltische Spuren sind noch zu finden. Antike Geschichtsschreiber bezeichnen die Alpenbewohner des Raumes als Räter. Die Römer eroberten 15 v. Chr. das Gebiet, und im Laufe der Zeit vermischten sich Räter und Römer, wodurch das Volk der Rätoromanen entstand. Die rätoromanische Sprache, wie sie noch in Graubünden gesprochen wird, hat sich in vielen Orts-, Weiler- und Flurnamen bis heute erhalten. Auch der Ortsname (1220: sarvus) ist romanisch, die Bedeutung ist unklar. Die Endung deutet auf ein Adjektiv auf -osus hin, etwa lateinisch saltosus ‚voller Wald‘. Ab dem 6. Jh. ließen sich die deutschsprachigen Bajuwaren nieder, etwa ab 1350 vereinzelt auch Walser, was die rätoromanische Sprache allmählich aus dem aktiven Sprachgebrauch verdrängte. Dies dürfte im Hochmittelalter passiert sein, da der Ortsname frühestens im 11. Jh. eingedeutscht wurde.
Der Ort selbst wurde im elften Jahrhundert erstmals urkundlich erwähnt. Von Serfaus aus wurden zum Teil die Orte See und Kappl besiedelt. Serfaus gilt als „der älteste Marienwallfahrtsort Tirols“. Die romanische Wallfahrtskirche geht auf das 10./11. Jahrhundert zurück. Die in der Kirche bewahrte Gnadenmutter von Serfaus wurde um 1000 n.Ch. geschaffen. Seit 1516 gibt es neben dem Heiligtum eine eigene Pfarrkirche. Bedeutend war auch die mittelalterliche Wallfahrtskirche von St. Georgen, die zu den ältesten Kirchen des Oberen Gerichtes zählt.
Im späten 19. Jahrhundert kamen wie vielerorts in Tirol die ersten Touristen an. Im frühen 20. Jahrhundert entwickelte sich der Tourismus zur wichtigsten Einnahmequelle des Ortes.
1921 wurde in Serfaus ein Elektrizitätswerk gebaut. Das Wasser wurde von einem Waal durch eine Druckrohrleitung bis ins Maschinenhaus (das heute noch etwas über der Seilbahn steht) geleitet.
1929 wurde eine Schutzhütte der Alpenvereinssektion Rheinland-Köln, das Kölner Haus erbaut. Dadurch wurde der Weg für den ersten Tourismus geebnet.
Am 16. September 1942 kam es in Serfaus zu einem großen Dorfbrand, bei welchem 14 Häuser vernichtet wurden. Es wurden 16 Haushalte mit 89 Personen obdachlos und der geschätzte Schaden betrug ca. 650.000 Reichsmark. Erst nach dem Ende des Zweiten Weltkriegs konnte das Dorf wieder aufgebaut werden. Es wurde jedoch nicht mehr im klassischen Stil eines rätoromanischen Haufendorfes, sondern in wesentlich stärker aufgelockerter Bauweise wieder errichtet.
Das Ortsbild ist heute mit ca. 7.500 Gästebetten stark durch den Tourismus geprägt, während der westliche Ortsteil noch starken rätoromanischen Charakter besitzt.
In den 1970er Jahren wurde die Dorfstraße als einzige Zufahrt zum Skigebiet Komperdell für den Individualverkehr gesperrt, und die Skifahrer mit Bussen zu den Liftanlagen gebracht. Wegen weiterem Anstieg der Gästezahlen wurde daher 1985 die U-Bahn Serfaus eröffnet und später erweitert, die unterirdisch auf einer Länge von 1280 m 3000 Passagiere pro Stunde befördern kann.

## Demographie
1.139 Einwohner leben in Serfaus (Stand 1. Jänner 2020). Von ihnen besitzen 1.006 (88,3 %) die österreichische Staatsbürgerschaft. Mit 5,3 % bilden Einwohner mit deutscher Staatsangehörigkeit die größte Gruppe unter den nicht-österreichischen Staatsangehörigen, gefolgt von 4,2 %, die aus sonstigen Mitgliedstaaten der Europäischen Union stammen. Einwohner aus dem ehemaligen Jugoslawien bilden mit 1,7 % die drittgrößte Gruppe.
Die Bevölkerung von Serfaus ist mehrheitlich römisch-katholisch: Gemeinsam mit zwölf umliegenden Gemeinden gehört Serfaus zum Dekanat Prutz. Per 1. Jänner 2019 waren 91,4 % der Bevölkerung im Dekanatsgebiet römisch-katholisch.

## Politik

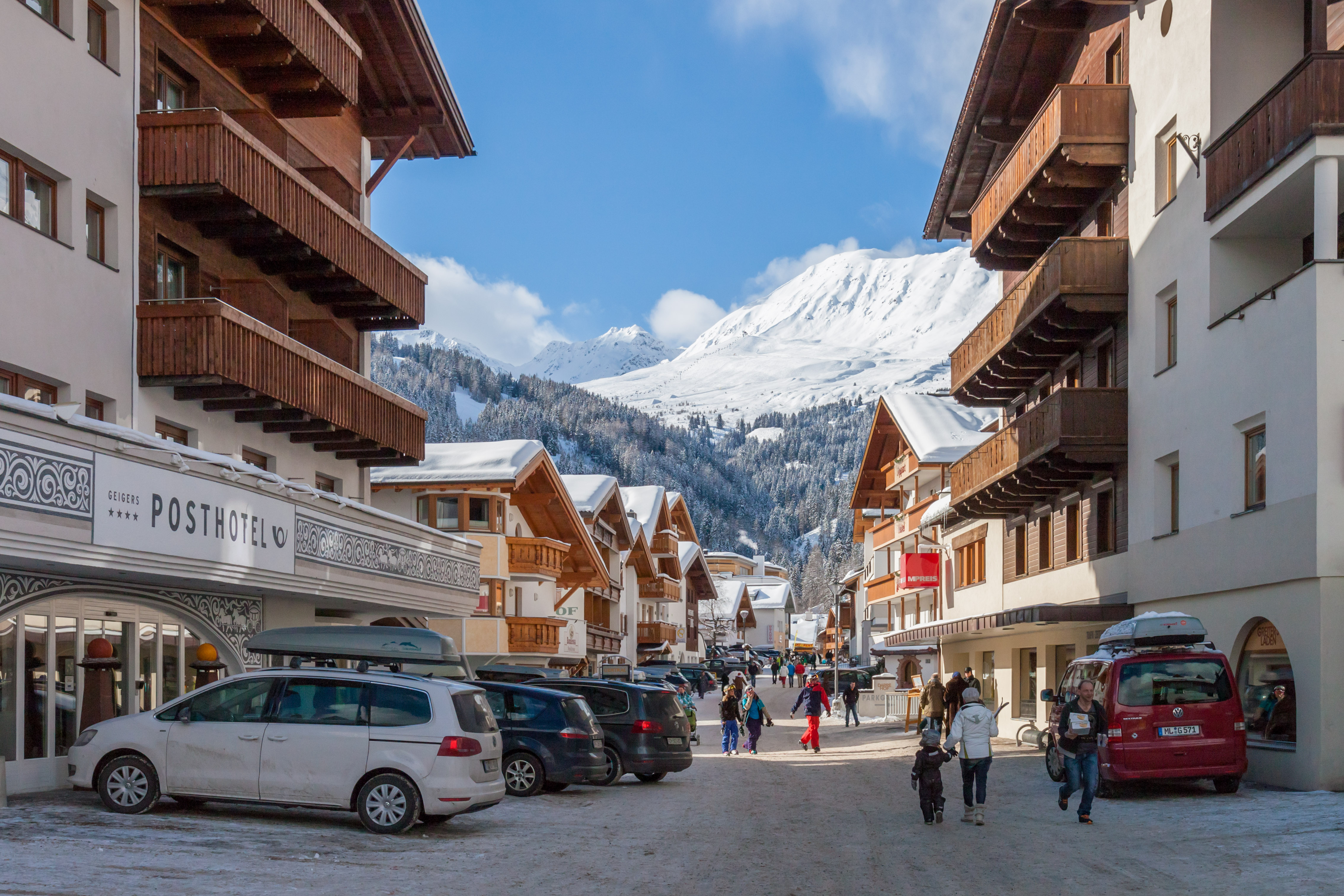
Ortskern Serfaus

Serfaus war ursprünglich Teil des Gerichtsbezirks Ried in Tirol und wurde nach der Auflösung des Gerichtsbezirks Ried 1978 Teil des Gerichtsbezirks Landeck.

### Gemeindevertretung
- Liste Paul Greiter: 13

Es trat bei der Gemeinderatswahl 2022 eine Partei an, die Liste Paul Greiter.
Paul Greiter ist auch Bürgermeister.

### Wappen
Beschreibung:
Von Rot und Gold gevierteter Schild, am rechten Obereck eine Sonne, am linken Untereck ein goldenes Steinbockgehörn.
Die Sonne bedeutet die Zugehörigkeit der Gemeinde Serfaus zur Kleinregion Sonnenterrasse.
Das Steinbockgehörn gemahnt an das edelfreie Geschlecht der im 13. Jahrhundert genannten Herren von Serfaus, die einen Steinbock im Wappen führten.
Die Verleihung des Wappens erfolgte am 28. Mai 1974.

### Regionalpolitik
Die Gemeinde gehört zum Tiroler Planungsverband Sonnenterrasse und zur Tourismusregion Serfaus–Fiss–Ladis. Sitzgemeinde des Planungsverbandes ist Fiss, Obmann der Bürgermeister ebenda, Markus Pale. Sitz des Tourismusverbandes ist Serfaus (Serfaus-Fiss-Ladis Information; er hält auch 80 % der Serfaus-Fiss-Ladis Marketing GmbH).

## Kultur und Sehenswürdigkeiten

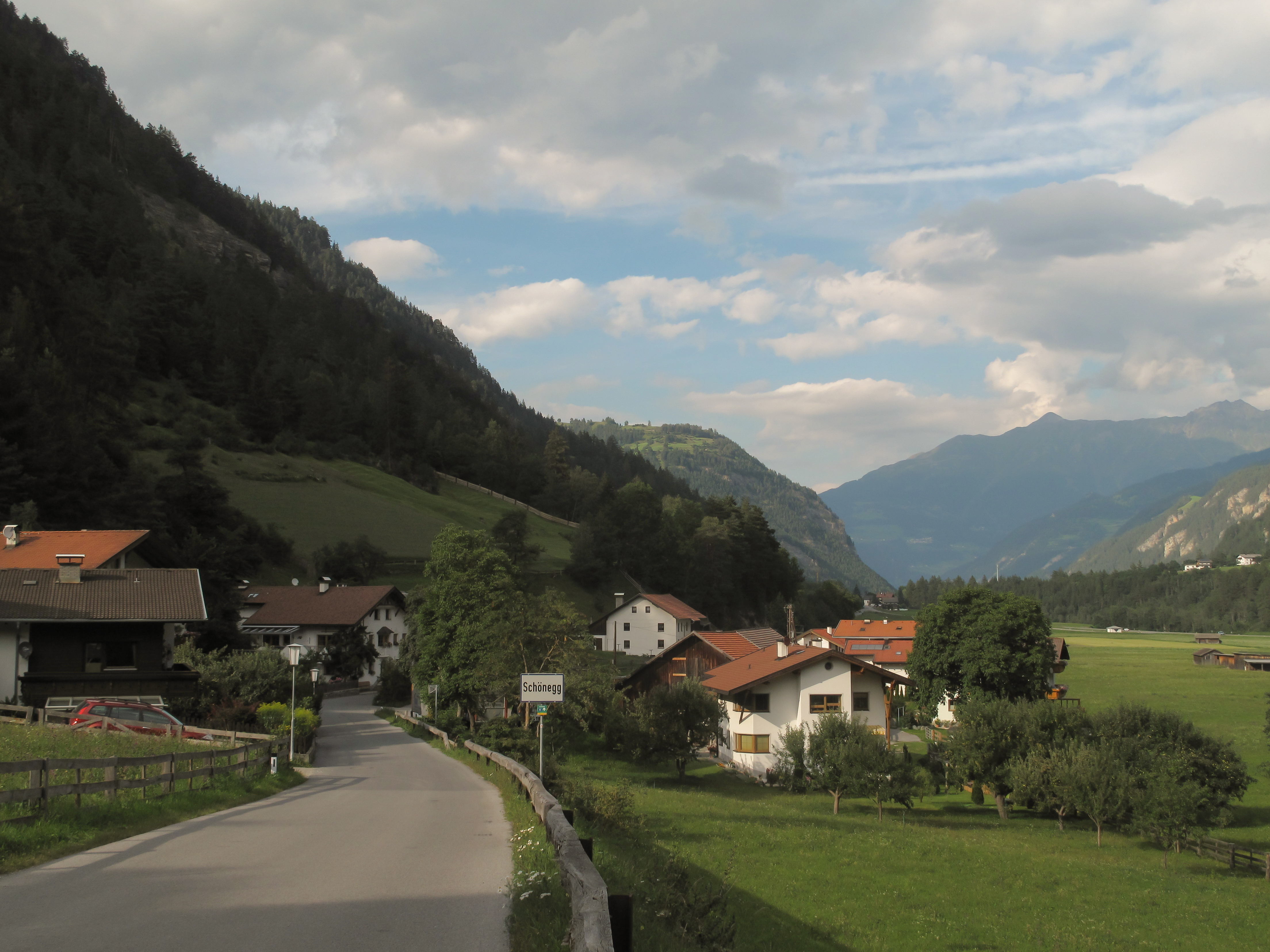
Schönegg, das Dorf
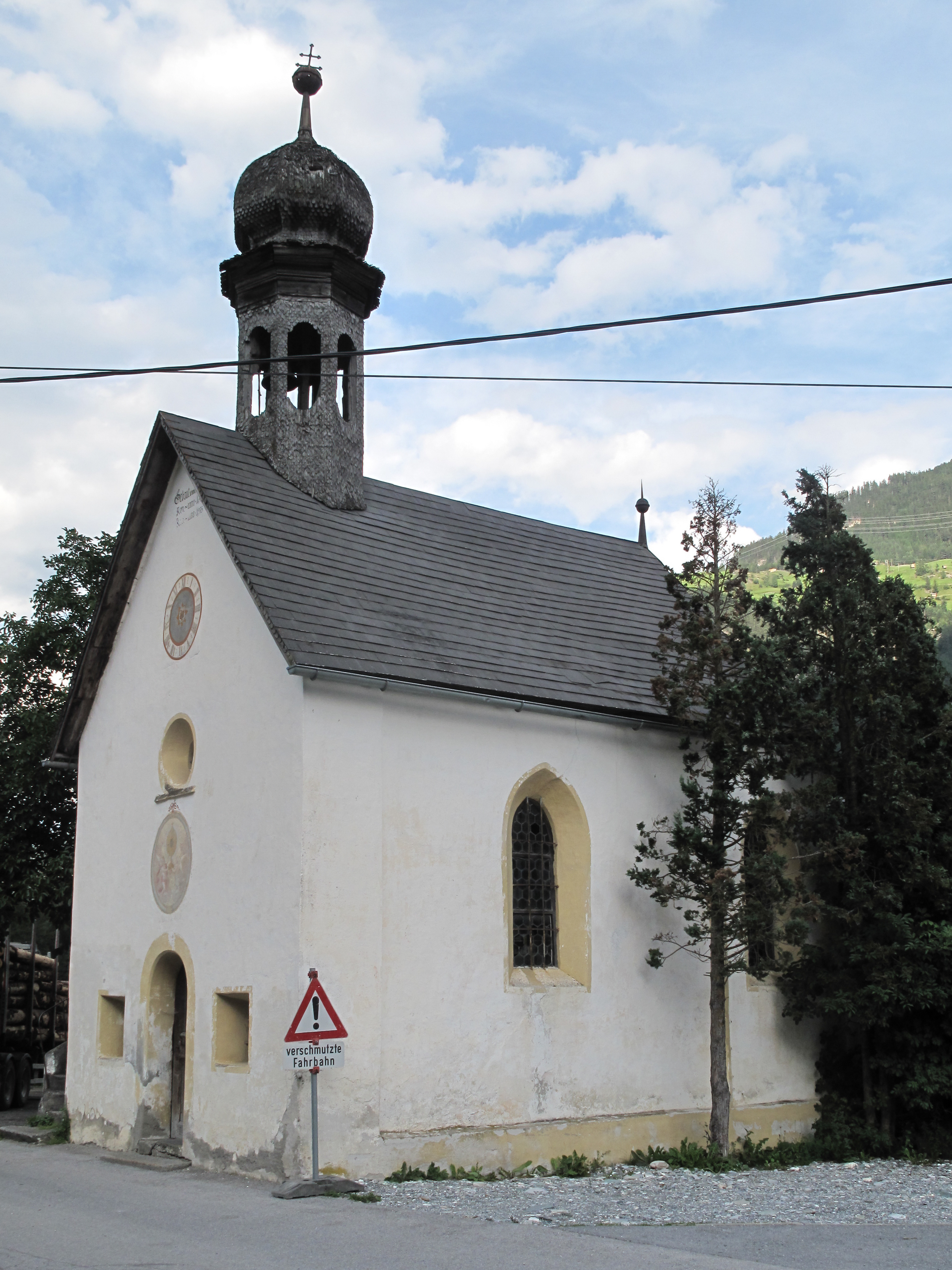
Tschuppbach, Kapelle

- Alte Pfarr- und Wallfahrtskirche Unsere liebe Frau im Walde
- Neue Pfarrkirche Mariä Himmelfahrt
- Kirchturm, Friedhofskapelle und Friedhof
- Filialkirche St. Georg ob Tösens
- Pestkapelle hl. Sebastian auf der Muiren
- Kapelle Mariahilf in Tschuppach
- Kapelle hl. Ursula in Untertösens
- Kapellen Hl. Familie im Weiler Madatschen
- Burgruine Serfaus[13]
- Erdpyramiden nahe der Seilbahn-Talstation

## Wirtschaft und Infrastruktur

### Tourismus

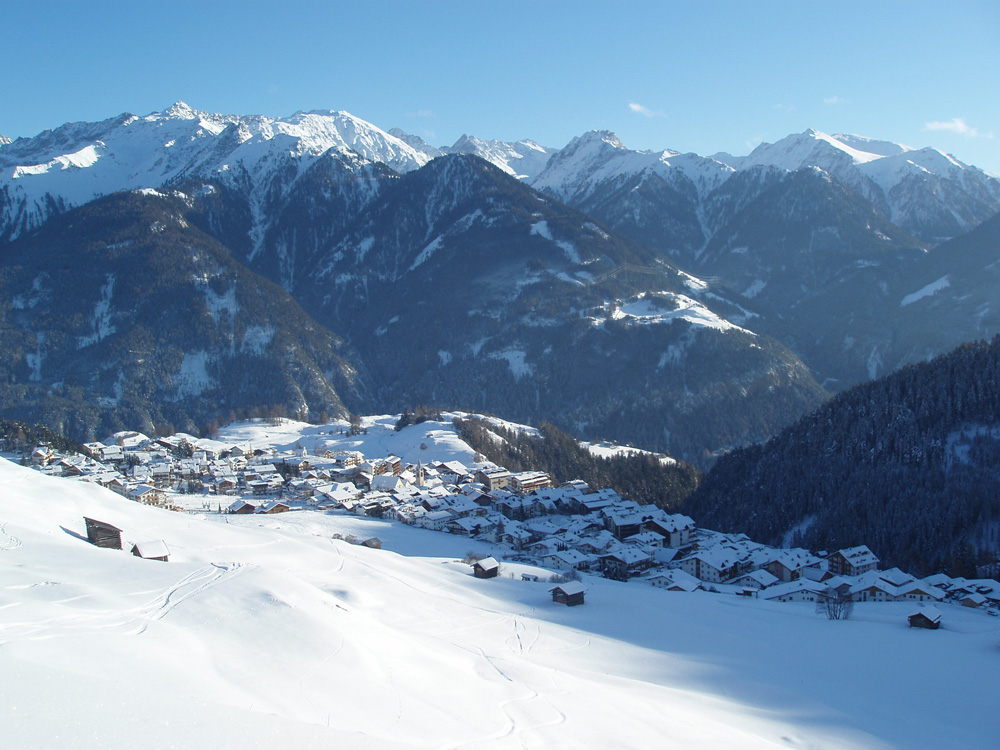
Blick auf Serfaus im Winter

Schon seit vielen Jahrzehnten prägt der Tourismus, insbesondere der Wintertourismus, den Ort in der Region Serfaus–Fiss–Ladis. Serfaus ist mit 7.500 Gästebetten der tourismusstärkste Ort im Oberen G'richt. Neben Ischgl, Sölden und St. Anton am Arlberg zählt Serfaus mittlerweile zu den bekanntesten Tourismusregionen in Tirol – dies ist nicht zuletzt auf den Tourismusverband Serfaus–Fiss–Ladis und das gemeinsame Skigebiet zurückzuführen.

Im Tourismusjahr 2006 verbuchte Serfaus eine Übernachtungszahl von 892.264, was einen Zuwachs von 1,9 % gegenüber dem Vorjahr bedeutet. Serfaus liegt somit auf Rang 5 der Tiroler Gemeinden, was die Übernachtungszahlen betrifft. Bezirksweit bedeutet dies Rang 3 hinter Ischgl und St. Anton am Arlberg. Pro Einwohner sind dies umgerechnet 757 Übernachtungen. Dies ist tirolweit der Spitzenwert.

#### Besucher jüdischen Glaubens
Serfaus hat sich in den letzten Jahren zu einem bevorzugten Urlaubsort für orthodoxe Juden aus Israel und anderen Ländern entwickelt. Einige Hotels und Supermärkte haben sich auf deren Bedürfnisse, etwa koscheres Essen, eingestellt.
2009 und 2010 gab es allerdings nicht nur ungewöhnlich viel Aufmerksamkeit seitens diverser Medien zum Thema des neuartigen Tourismus’, sondern auch kritische Berichterstattung über ausgewählte und – bis heute (Stand: 2021) – gerichtsfest recherchierte Beispiele des diskriminierenden Umgangs bestimmter Serfauser Hotels gegenüber jüdischen Gästen bzw. potenziellen jüdischen Mietern von Hotelzimmern. Zuerst – 2009 – berichtete die Tiroler Tageszeitung über die an einem konkret benannten Hotel und mit schriftlichen Unterlagen belegte Verweigerung der Beherbergung von jüdischen Gästen, mit entsprechendem negativen überregionalen und internationalem Echo. Im Folgejahr 2010 berichtete initial das Süddeutsche Zeitung Magazin über die neuerliche Verweigerung der Unterbringung von jüdischen Gästen in einer bestimmten Unterkunft seitens der Leitung. Im konkreten Fall führte das zu der umgehenden Entlassung eines Saisonarbeiters, der offensichtlich (orthodox-)jüdischen Gästen ein Zimmer zeigen wollte. Somit stand der Vorwurf des Antisemitismus gegenüber den Verantwortlichen in den Hotels, nach anderer Einschätzung gar von Teilen der ganzen Dorfgemeinschaft, weiter im Raum.

### Bergbahnen

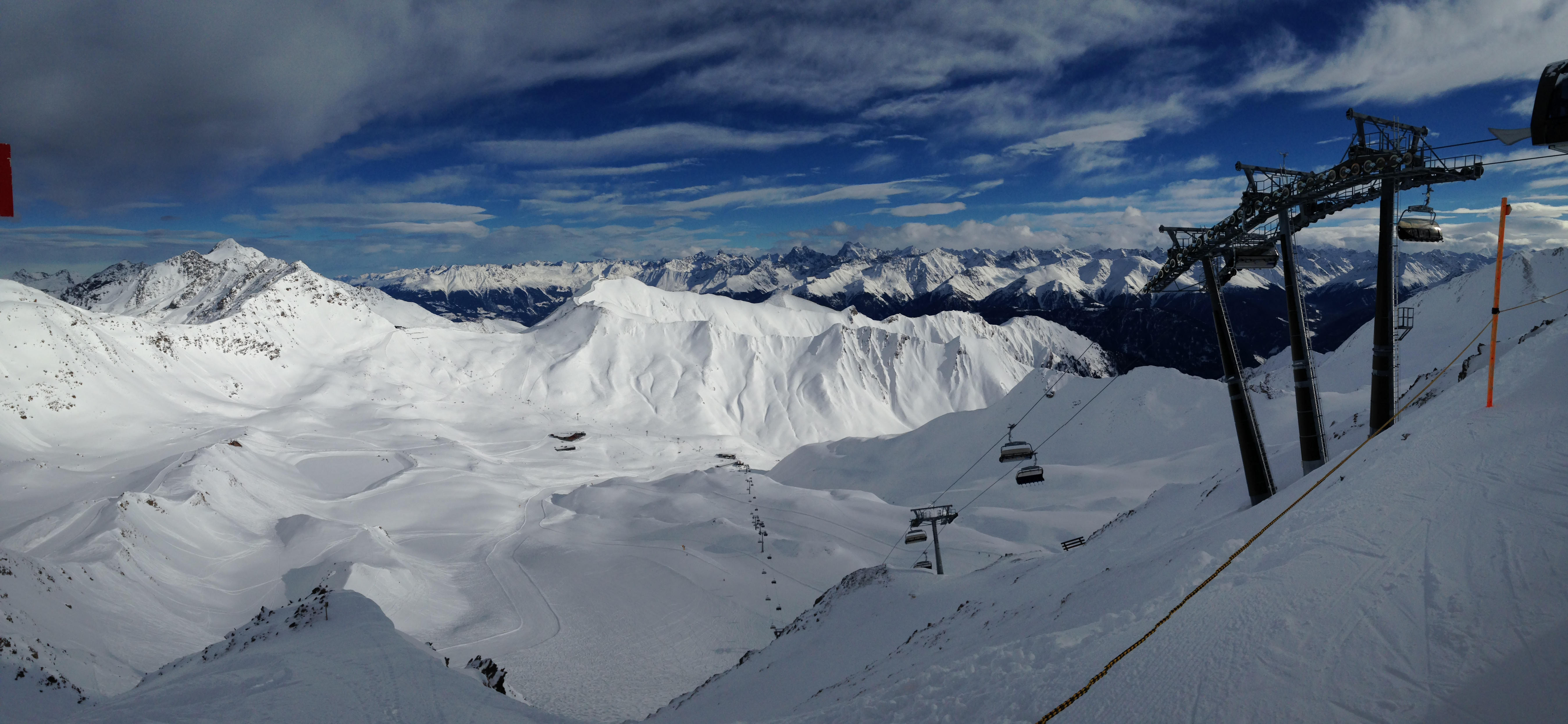
Serfaus, Skigebiet Masner

Serfaus ist Ausgangspunkt der Komperdellbahn, die das Skigebiet erschließt, welches bis auf 2820 m Höhe reicht.

### U-Bahn
Durch den Ort führt unterirdisch als seilzugbetriebene Luftkissenschwebebahn die U-Bahn Serfaus. Sie verbindet mit drei Kabinen den Parkplatz am Ortseingang über die Stationen Kirche und Zentrum mit der Bergbahnstation. Die 1985 eröffnete Bahn entlastet den Ort vom Individualverkehr und den Skibussen. Sie ist nicht nur die drittkürzeste U-Bahn, sondern auch die höchste U-Bahn weltweit. Zwischen den Jahren 2017 und 2019 wurde eine grundlegende Erneuerung durchgeführt und ihre Kapazität auf 3000 Passagiere pro Stunde verdoppelt.

## Persönlichkeiten

### Ehrenbürger
- Franz Greiter (1929–2021), Abgeordneter zum Tiroler Landtag 1988–1990, Gemeinderat in Serfaus 1956–1992[30]
- Hugo Westreicher (1933–2018), Abgeordneter zum Österreichischen Nationalrat 1970–1986, Bürgermeister von Serfaus 1973–1980

### Söhne und Töchter der Gemeinde
- Johann Baptist Lechleitner (1764–1840), katholischer Geistlicher, Theologe, Philosoph und Zisterzienser
- Paul Ivic (* 1978), Koch